# Olavi Paavolainen
Olavi Paavolainen (Kivennapa, 1903. szeptember 17. – Helsinki, 1964. július 19.) finn író, költő, esszéíró, újságíró, a Tulenkantajat (Fáklyavivők) irodalmi csoport vezéralakja, a két világháború közötti finn irodalmi élet egyik legbefolyásosabb egyénisége. 
Az 1920-as évek végén írt esszéiben Paavolainen a városi életet és technikai fejlődést méltatta. Hatással volt rá Filippo Tommaso Marinetti olasz futurista költő, később André Gide, Aldous Huxley és főleg D. H. Lawrence eszmevilágához állt közel. Első könyve, a Nykyaikaa etsimässä című esszégyűjtemény 1929-ben jelent meg. Az 1930-as években az az Európában növekedő autoriter rendszerek foglalkoztatták; ennek eredményeképpen látogatást tett a náci Németországban (1936) és Dél-Amerikában (1937), és három esszékönyvet írt Kolmannen valtakunnan vieraana (1936) Lähtö ja loitsu (1937) illetve Risti ja hakaristi (1938) címen, amelyeket együttesen Pako pimeyteen trilógiaként ismernek. Ezeknek a könyveknek a témája azok a politikai és kulturális változások, amelyek elárasztották a kortárs társadalmat. A Szovjetunióba tett látogatásáról (1939) is tervezett egy könyvet, de ez a második világháború kitörése miatt nem valósult meg. Utolsó könyve, Synkkä yksinpuhelu (Komor monológ, 1946) az 1941 és 1944 közötti naplójegyzetein alapul; ebben az időszakban a finn hadseregben szolgált.

## Családja és fiatalsága
A karéliai Kivennapában született (ma Pervomajszkoje, Leningrádi terület, Oroszország) egy katonatiszt- és hivatalnokcsaládban. Apja, Pietari (Pekka) Paavolainen ügyvéd és parlamenti képviselő volt. A családban három nyelven, finnül, svédül és németül beszéltek, és Paavolainen gyermekkorában megtanult oroszul is. 1914-ben Helsinkibe költözött, ahol már tizenkét évesen verseket írt. 1921 és 1925 között esztétikát és irodalmat tanult a Helsinki Egyetemen, de nem szerzett diplomát. Egyetemi évei során már versei és esszéi jelentek meg, és a Tulenkantajat (=Fáklyavivők, pontosabban Tűzvivők, utalva a tűzvivő Prométheuszra) irodalmi csoport vezéralakja lett.
Paavolainent Katri Vala bátorította az irodalmi pálya választására. 1924-ben Olavi Lauri álnéven szerepelt a Nuoret runoilijat I című antológiában; ezt a nevet még néhány évig használta. Ebben az időszakban Paavolainent a nudizmus érdekelte, és úgy tartotta, hogy Noailles grófnő művei fontosak a fejlődése szempontjából. Valának írt leveleiben Paavolainen elmondta a szép ruhák iránti vonzódását, és dandynek nevezte magát. Mindennek ellenére heteroszexuális volt, akit különösen a nála idősebb nők vonzottak. Barátai közé tartozott a hírhedt Minna Craucher, aki a szélsőjobboldali Lapua mozgalommal állt kapcsolatban. Minna Crauchert 1932-ben meggyilkolták.

## Pályafutása

### 1920-as évek vége
1927-ben Párizsba utazott; útibeszámolója az Urho Kekkonen által szerkesztett Ylioppilaslehti című folyóiratban jelent meg. Első könyvét, melyet Mika Waltarival közösen írt (Valtatiet), 1928-ban adták ki. A költemény fiatalos romantikát fejez ki: a költő vörös Fiat autójával száguld át Európán, majd a Szahara sivatag felett felrobban. A köteten Marinetti és a futuristák hatása érezhető.

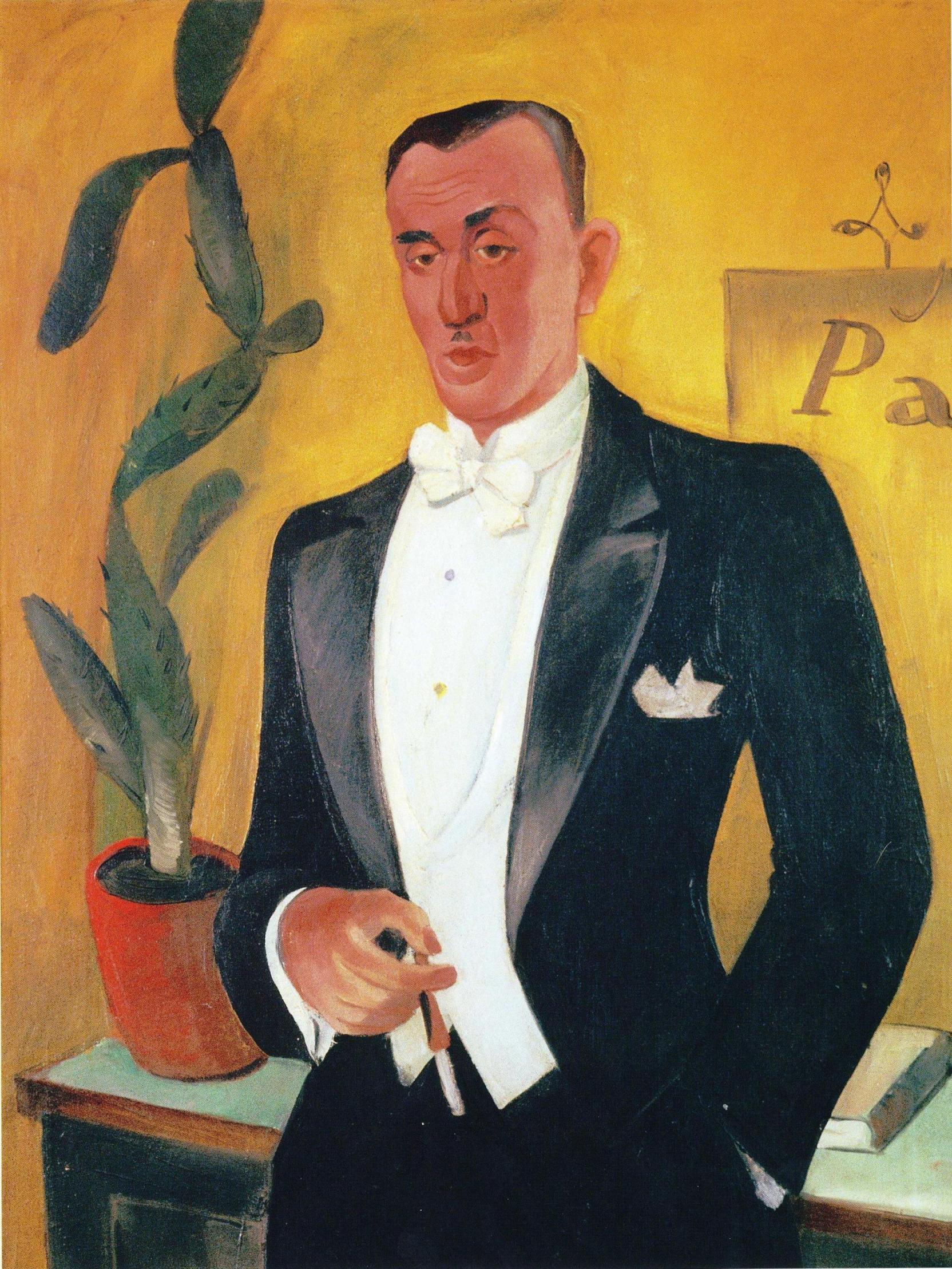
Olavi Paavolainen Väinö Kunnas festményén, 1928

1929-ben egy esszékötettel jelentkezett (Nykyaikaa Etsimässä), amely az első világháború borzalmai utáni Európa modernizálását helyezi előtérbe. Ugyanebben az időszakban, 1928–1929-ben a finn hadseregben is szolgált. Amikor Pentti Haanpää a hadsereget támadta Kenttä ja kasarmi című könyvében (1928), Paavolainen túlzónak és rosszindulatúnak tartotta a katonai életre vonatkozó nézeteit.

### 1930-as évek
1930-ban egy ideig a Tulenkantajat radikális irodalmi folyóirat főszerkesztője lett, de folyamatosan anyagi gondokkal küzdött, mivel szabadúszó íróként nem volt rendszeres jövedelme. Az 1930-as évek konzervatív légkörében Paavolainen magányosnak érezte magát. 1930-ban meghalt az apja, és Paavolainen bevallotta, hogy Ödipusz-komplexusra utaló álma volt, ami után hinni kezdett Freud tanaiban. 1932-ben Angliába tett egy utazást, de nem volt energiája megírni az útikönyvet, amit a kiadója várt tőle.
Az 1930-as évek elején, mivel elégedetlen volt Finnország társadalmi-gazdasági elmaradottságával, azt nyilatkozta, hogy itt az ideje "hangot adni az sebesség, gépesítés, kollektivizmus kozmopolita új korszakának és az európai tapasztalatoknak." Következő verseskötete Keulakuvat címen 1932-ben jelent meg, és még abban az évben a Suursiivous követte.
1933–1934-ben egy helsinki reklámügynökségnél dolgozott, 1935-ben pedig Turkuban egy ruházati cég reklámmenedzsereként; a szép ruhákat mindig is szerette. 1935 őszén felmondott, és visszatért Helsinkibe mindenféle állás nélkül. 1936-ban a nemzetiszocialista Németországban tett látogatást, és többek között részt vett a nürnbergi pártnapokon is. Kolmannen valtakunnan vieraana című útikönyvében leírja, hogy a nürnbergi gyűlés szervezettsége mély benyomást tett rá, a "Freikörperkultur" eszméje közel állt hozzá, de egyben papírra vetette kritikai észrevételeit is a nácizmus különböző elemeivel kapcsolatban: lenézte a harmadrendű náci írókat, elítélte Hans Friedrich Karl Günther rasszista elméleteit és a nőknek a Harmadik Birodalomban szánt szerepet. Azt is feljegyezte, hogy nem ildomos Thomas Mannról beszélni. Ugyanakkor már az előszóban leszögezte, hogy csak arról ír, amit saját szemével látott, ezért sem a zsidóüldözés, sem a koncentrációs táborok nem szerepelnek a könyvben, mivel ezeket nem mutatták meg neki.
Németországi tartózkodása alatt találkozott Nemzetiszocialista politikusokkal, írókkal, lelkes fiatalokkal és értelmiségiekkel, és részt vett olyan rendezvényeken, ahol fontos politikusok, például Joseph Goebbels tartottak beszédet. Tapasztalatát így írta le:
Ez a kis ember csupa ideg és agy – a szív és a lélek hiányzik. Hiúsága nyilvánvaló.
Az 1936. decemberben megjelent Kolmannen Valtakunnan vieraana nagy sikert aratott, de megítélése ellentmondásos volt, és széles körben vitákat váltott ki.
1937-ben Gummerus kiadó támogatásával Paavolainen Dél-Amerikába utazott, ahol úticéljai Brazília, Argentína és Paraguay voltak. Utazását a Lähtö ja loitsu és Risti ja hakaristi (Kereszt és horogkereszt) című könyvekben írta meg. Ez utóbbiban párhuzamot vont az Inka Birodalom, Mussolini Olaszországa és más fasiszta rendszerek között. 1939-ben, röviddel a téli háború kitörése előtt a Szovjetunióba utazott, ahol megcsodálta a modern Moszkva utcáit és a metrót, lenyűgözték a múzeumok és balettelőadások és a Volga szépsége. Vendéglátói feljegyezték, hogy keveset beszélt, és gondolatait megtartotta magának. Elképzelhető, hogy visszatérésekor a jegyzetei egy részét is megsemmisítette. Az utazásról könyvet tervezett írni, de a téli háború kitörése miatt erre már nem került sor, csupán három esszé született meg.
Az 1930-as évek végén Paavolainen közeli kapcsolatban állt Helvi Hämäläinen írónővel; ez a kapcsolat 1941-ben szakadt meg. Az írónő utóbb novelláiban nárcisztikus alakként ábrázolta.

### 1940-es évek
A második világháború alatt Paavolainen a vezérkari információs szolgálatnál szolgált, de folytatta az írást; 1940-ben és 1942-ben két könyve jelent meg Karéliáról. A téli háború kitörésekor Finnország keleti részébe, egy gyalogsági tábornok hadsegédeként Mikkelibe helyezték. 1940-ben egy bombázás során megsebesült, a farokcsontja tört el. 1944-ben alkalma volt ellátogatni Vienolába, gyermekkora színhelyére. Hajdani otthona ekkor romokban állt, és ez volt az utolsó alkalom, hogy szülőföldjét láthatta. Kritikus hangételű második világháborús naplója 1946-ban jelent meg, és belföldön sokan támadták a finn-szovjet háborúról vallott nézetei miatt, valamint azért is, mert Paavolainen a háború elején vereséget jósolt. Az ellenséges fogadtatás hatására a Werner Söderström kiadó a könyv példányszámainak nagyobb részét megsemmisítette. Míg Paavolainen 1940–1941-ben még a német győzelemben reménykedett, és kapcsolatban állt a nemzetiszocialista-ihletésű Suomen Kansallissosialistinen Työjärjestövel (SKT), nem sokkal ezután már fenntartással kezelte Finnország és Németország szövetségét. A kritikákat követően  Paavolainen gyakorlatilag befejezte írói pályafutását.
1945-ben házasságot kötött Sirkka-Liisa Virtamo költőnővel; 1953-ban elváltak.
1947-ben ismerőse, Hella Wuolijoki a Finn Rádió színházi osztályának igazgatójává nevezte ki. Paavolainen vonakodva vállalta el a feladatot, de irányítása alatt a rádiószínház műsorai nagyszámú hallgatóra tettek szert. Az író figyelembe vette a hallgatóság konzervatív ízlését, és a műsort ennek megfelelően állította össze. Az 1950-es évek végén közeli kapcsolatba került Hertta Kuusinennel, aki parlamenti képviselő volt, és apja, Otto Ville Kuusinen a Szovjetunió Kommunista Pártjának egyik felső vezetője.
Életének végén Paavolainen gyakran panaszkodott kimerültségre, és sokat ivott. Néha egyszerűen nem ment be dolgozni, és nosztalgikusan azt tervezte, hogy megírja a Tulenkantajat történetét.
1960-ban Paavolainen megkapta az áhított Eino Leino-díjat, amelyet Urho Kekkonen elnök személyesen adott át neki.
1969. július 19-én alkoholizmusban halt meg a helsinki Kivelä kórházban. Sírja a helsinki Hietaniemi temetőben található.

## Emlékezete
1974-ben Paavolainen barátja, Matti Kurjensaari élénk portrékötetet adott ki róla. Paavolainen örökösei alapvető kifogásokat hozta fel a könyv ellen, ami annyira kimerítette Kurjensaarit, hogy majdnem lemondott a mű megjelentetéséről. 1991-ben új életrajz jelent meg Jaakko Paavolainen tollából, ami jobb fogadtatásban részesült, és sok új részlettel szolgált Paavolainen gyermekkoráról és fiatalságáról. 2014 őszén két új életrajz jelent meg, melyeknek szerzői Panu Rajala és H. K. Riikonen voltak. Míg Pajala könyve Paavolainen és a nők kapcsolatára helyezi a hangsúlyt, Riikonen műve Paavolainen írásai alapján rajzolja meg alakját.
Háborús visszaemlékezései szolgáltak alapul az 1981-es Pedon merkki című film forgatókönyvének; a filmet Jaakko Pakkasvirta rendezésében.

## Művei
- Valtatiet, 1928 (Mika Waltarival együtt)
- Nykyaikaa etsimässä, 1929
- Keulakuvat, 1932
- Suursiivous eli kirjallisessa lastenkamarissa, 1932
- Kolmannen Valtakunnan vieraana, 1936
- Lähtö ja loitsu, 1937
- Risti ja hakaristi, 1938
- Karjala – Muistojen maa, 1940 (szerkesztő)
- Rakas entinen Karjala, 1942 (szerkesztő)
- Synkkä yksinpuhelu I–II, 1946

## Fordítás
- Ez a szócikk részben vagy egészben  az   Olavi Paavolainen című angol Wikipédia-szócikk ezen változatának fordításán alapul.  Az eredeti cikk szerkesztőit annak laptörténete sorolja fel. Ez a jelzés csupán a megfogalmazás eredetét és a szerzői jogokat jelzi, nem szolgál a cikkben szereplő információk forrásmegjelöléseként.